# Katakurachō (metropolitana di Yokohama)
Katakurachō (片倉町駅?, Katakurachō-eki) è una stazione della metropolitana di Yokohama che si trova nel quartiere di Kanagawa-ku a Yokohama, ed è servita dalla linea blu.

## Linee
Metropolitana di Yokohama
 Linea blu (linea 4)

## Struttura
La stazione è realizzata sottoterra, e possiede due marciapiedi laterali con due binari passanti protetti da porte di banchina a mezza altezza.
| 1 | Linea blu |  | per Yokohama e Shōnandai                 |
| 2 | Linea blu |  | per Shin-Yokohama, Center-Kita e Azamino |

## Stazioni adiacenti
| «                 | Servizio  | »            |
| Linea Blu         | Linea Blu | Linea Blu    |
| ----------------- | --------- | ------------ |
| Mitsuzawa-kamichō | -         | Kishine-kōen |